# Saint-Lucien (Quebec)
Saint-Lucien es un municipio canadiense situado en la provincia de Quebec.

## Superficie
Saint-Lucien tiene una superficie de 110,99 km².

## Demografía
En 2021, tenía 1801 habitantes, una densidad poblacional de 16,2 hab./km², y 917 viviendas.